# Ordre de Saint-Patrick
Vous lisez un « bon article » labellisé en 2010.
Le très illustre ordre de Saint-Patrick (en anglais : The Most Illustrious Order of Saint Patrick) est un ordre de chevalerie britannique associé à l’Irlande. Il fut institué en 1783 par George III afin d’obtenir — ou de récompenser — le soutien du Parlement d'Irlande, car une autonomie substantielle avait été accordée au royaume d'Irlande peu avant la création de l’ordre. Le titre de chevalier de Saint-Patrick a été régulièrement remis jusqu’en 1922, date à laquelle une partie de l’Irlande est devenue indépendante sous le nom d’État libre d'Irlande. Alors que l’ordre existe toujours, personne n’a été fait chevalier de Saint-Patrick depuis 1936. Le dernier chevalier survivant, le prince Henry, duc de Gloucester, est mort en 1974. Le roi reste cependant le souverain de l’ordre, et il reste un officier, le roi d'armes d'Ulster et de Norroy (Norroy and Ulster King of Arms (en)).
Saint Patrick est le saint patron d'Irlande et de l’ordre, dont la devise latine est « Quis separabit? » (« qui séparera »). La croix de Saint-Patrick (sautoir rouge sur fond blanc) est une symbole de l’ordre. L’ordre de Saint-Patrick a fait la une de l’actualité quand, en 1907, ses insignes, communément appelés « joyaux de la couronne irlandaise (en) », ont été volés au château de Dublin peu avant une visite du roi Édouard VII. Ils n’ont jamais été retrouvés.
La plupart des ordres britanniques de chevalerie couvrent le Royaume-Uni entier, mais trois des plus importants concernent une seule des royaumes qui le composent. L’ordre de Saint-Patrick, qui concerne l’Irlande, est le plus récent des trois et le troisième par ordre de priorité. L’équivalent écossais est le très ancien et très noble ordre du Chardon, datant, sous sa forme moderne, de 1687. Son équivalent en Angleterre, le très noble ordre de la Jarretière, est l’ordre le plus ancien de la chevalerie au Royaume-Uni (milieu du XIVe siècle).

## Histoire

### Fondation

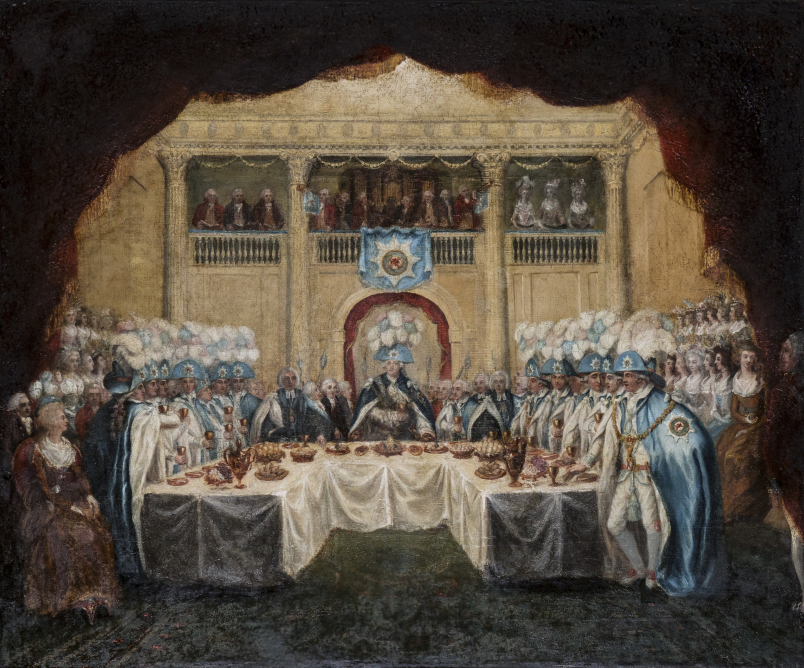
Le banquet organisé à l'occasion de la fondation de l'ordre eut lieu le 17 mars 1783 dans le grand hall du château de Dublin.

L'Ordre fut fondé en 1783, une année après que fut concédée l'autonomie substantielle de l'Irlande, comme un moyen de récompenser (ou d'obtenir) le soutien politique du parlement d'Irlande. L’ordre du Bain, fut fondé en 1725 pour des raisons similaires. Les statuts de l'Ordre ont restreint l'adhésion aux hommes qui étaient chevaliers et aux gentlemen, ces deniers se définissant comme ayant au moins trois générations de « noblesse » du côté de leur père et de leur mère,. En pratique, seulement les nobles irlandais (et occasionnellement des princes étrangers) pouvaient rejoindre l’Ordre. La croix de Saint-Patrick (sautoir rouge sur fond blanc) fut choisie comme symbole de l’ordre. Un drapeau à cette effigie fut réalisé afin de représenter l’Irlande de cette époque jusqu’à les Actes d'Union (1800), quand il fut intégré au drapeau du Royaume-Uni.
Cependant, son association avec Patrick d'Irlande ou avec un prêtre irlandais avant la fondation de l’Ordre n’est pas claire. L’un des premiers chevaliers fut William FitzGerald, 2e duc de Leinster, dont les armes portent cette même croix.

### Après 1922
Le conseil exécutif d’Irlande sous William T. Cosgrave choisit de ne pas continuer à intégrer des personnes dans l’Ordre lorsque l'État libre d'Irlande quitta le Royaume-Uni en 1922. Depuis lors, seulement trois personnes sont devenues chevaliers de l’ordre, tous membres de la famille royale britannique. Le dixième prince de Galles (le futur roi Édouard VIII et plus tard duc de Windsor) fut reconnu en 1927, et ses jeunes frères, Henry, duc de Gloucester en 1934 et Albert, duc de York (futur roi George VI) en 1936. Le duc de Gloucester, mort en 1974, fut le dernier membre vivant de l’Ordre. Il n’a cependant pas été aboli et sa résurgence a été débattue à de nombreuses occasions au gouvernement irlandais.

### Possible résurgence
Winston Churchill suggéra de faire renaître l’Ordre en 1943 afin de reconnaître les services du général Harold Alexander en Tunisie, mais certains de ses ministres et les membres du service civil (Civil Service) pensaient que cela pourrait contrarier l’équilibre diplomatique entre Londres et Dublin. Le taoiseach (Premier ministre irlandais) Seán Lemass pensa ressusciter l’Ordre dans les années 1960, mais ne prit pas de décision.
Il est possible, mais fortement improbable, pour le monarque britannique de faire renaître l’Ordre de façon unilatérale. Il est aussi envisageable que ce dernier et le gouvernement irlandais puissent rétablir l’Ordre comme une partie d’un système honorifique anglo-irlandais uni. Le journal irlandais Sunday Independent publia un article en juillet 2004 pressant la résurrection de l’Ordre et la nomination de chevaliers, conjointement par le président de l'Irlande et le monarque britannique, pour des personnes qui se seraient distinguées dans le champ des relations anglo-irlandaises. D’autres publications firent aussi des suggestions similaires.
La Constitution de l’Irlande stipule : « Les titres de noblesse ne peuvent être conférés par l'État. » (Article 40.2) et « Aucun titre de noblesse ou d'honneur ne peut être accepté par un citoyen, sauf avec l'accord préalable du gouvernement.» (même article). Les légistes sont divisés pour savoir si la clause prohibe la reconnaissance d’appartenance à l’ordre de Saint-Patrick aux citoyens irlandais, mais certains suggèrent que l’expression « titres de noblesse » implique une noblesse héréditaire et d’autres titres de noblesse, pas des honneurs acquis durant la vie telle que la chevalerie,. De plus, la constitution irlandaise n’est pas une contrainte légale pour la Reine.

## Composition

### Membres

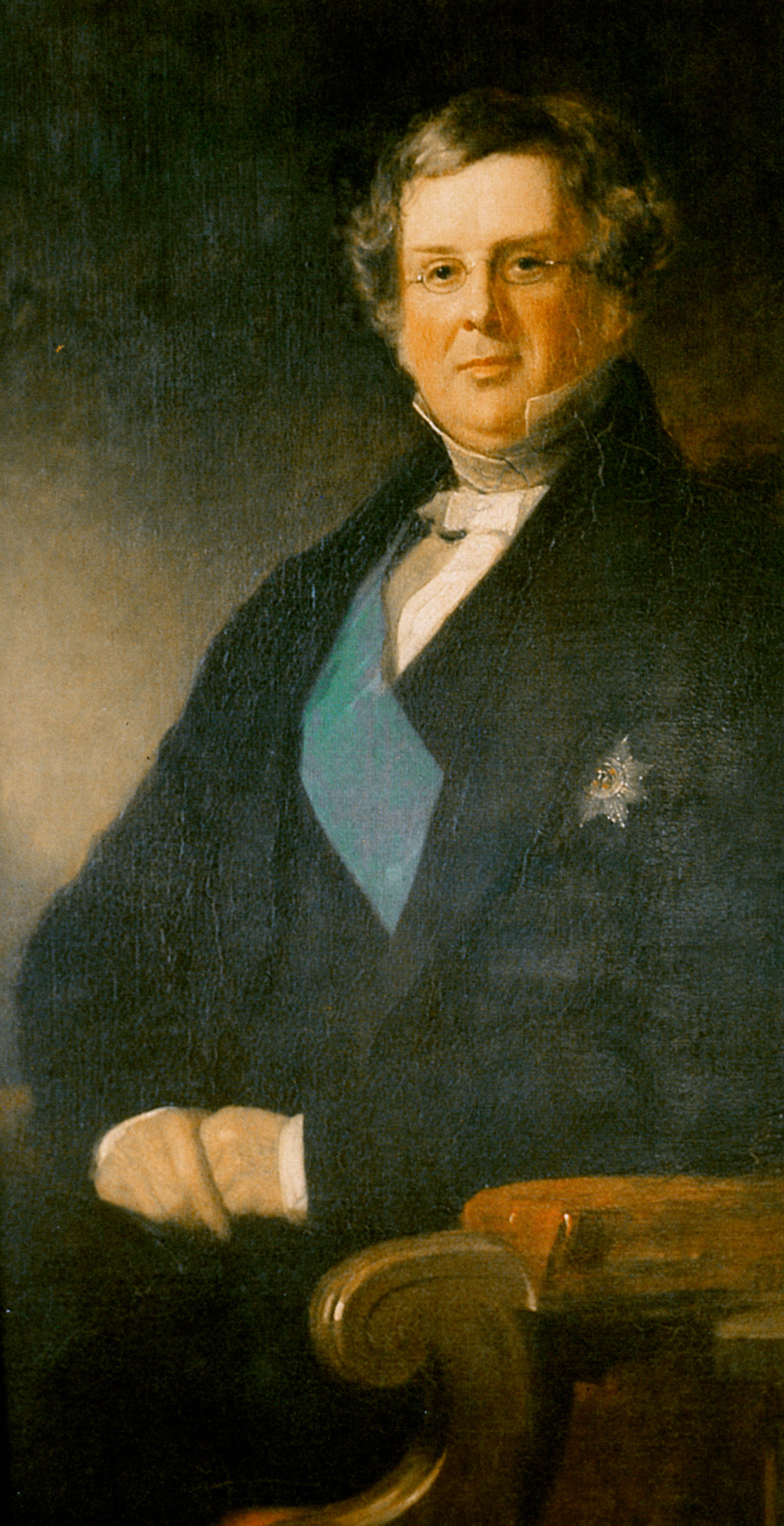
L'astronome William Parsons portant le ruban et la croix de l'Ordre.

Le monarque britannique est le souverain de l’ordre de Saint-Patrick. Le Lord lieutenant d'Irlande, le représentant du monarque en Irlande, tient lieu de grand maître. L’office de Lord lieutenant fut aboli en 1922 ; le dernier Lord lieutenant et grand maître fut Edmund Fitzalan-Howard, 1er vicomte Fitzalan du Derwent.
L’Ordre comptait originellement 15 chevaliers en plus du souverain,. En 1821, cependant, George IV ajouta six chevaliers supplémentaires. Il ne délivra un décret royal autorisant ce changement qu’en 1830. Guillaume IV changea officiellement les statuts en 1833, augmentant la limite à 22 chevaliers.
Les statuts originaux, basés grossièrement sur ceux de l’ordre de la Jarretière, préconisent que les places vacantes devraient être attribuées par le souverain lors de la nomination de membres. Chaque chevalier devait proposer neuf candidats parmi lesquels trois devaient avoir au moins le titre de comte, tout au moins le titre de baron et trois au moins le titre de chevalier. On votait alors. En pratique, ce système ne fut jamais appliqué. Le grand maître nommait un noble, le souverain donnait son assentiment et les chevaliers élisaient le nouveau membre durant un conseil du chapitre. L’ordre de Saint-Patrick diffère de ses homologues anglais et écossais, respectivement les ordres de la Jarretière et du Chardon, dans lesquels seuls des pairs et des princes étaient admis. Les femmes ne furent jamais admises dans l’ordre de Saint-Patrick ; elles n’étaient pas non plus éligibles dans les deux autres jusqu’en 1987. La seule femme membre de l’Ordre fut la reine Victoria, qui en était souveraine. Bien qu’associé avec l’Église d'Irlande jusqu’en 1871, plusieurs catholiques y furent admis à travers son histoire.

### Officiers
L’ordre de Saint-Patrick comptait initialement treize officiers : le prélat, le chancelier, le greffier, l’huissier, le secrétaire, le généalogiste, le roi d’armes, deux hérauts et quatre poursuivants d’armes. Nombre de ces offices étaient tenus par des membres du clergé de l’Église d'Irlande, puis de l’Église officielle. Lors du désétablissement de l’Église en 1871, les ecclésiastes furent autorisés à rester à leur office jusqu’à leur mort, pour que les offices abolis soient réassignés à des officiels laïques. Tous les offices, excepté ceux de greffiers et roi d’armes, sont maintenant vacants.
L’office de prélat était tenu par l’archevêque d’Armagh, le primat du clergé de l’Église d’Irlande. Le prélat n’était pas mentionné dans les statuts originaux, mais il fut créé par un décret peu après. Apparemment, à l’époque, l’archevêque avait demandé à être placé à cet office. Depuis la mort du dernier détenteur de ce titre en 1885, ce poste est resté vacant.
Le second de l’Église d’Irlande, l’archevêque de Dublin servait originellement comme chancelier de l’Ordre. À partir de 1886, cette place fut occupée par le secrétaire en chef pour l'Irlande (Chief Secretary for Ireland). Depuis l’abolition de la position de Chief Secretary en 1922, l’office de chancelier est resté vacant.
Le doyen de la cathédrale Saint-Patrick était originellement le greffier de l’Ordre. En 1890, à la mort du doyen, qui avait tenu ce poste après la période de désétablissement, l’office fut attaché à celui de roi d’armes de l’Ordre. Cette position était tenue par le roi d’armes d’Ulster, chef irlandais de l’officiel héraldique, poste qui fut créé en 1552. En 1943, ce poste fut divisé en deux, reflétant la partition de l’Irlande dans le Government of Ireland Act de 1920. La position qui se référait à l’Irlande du Nord (sous la couronne britannique) fut combinée avec celle de roi d’armes du Norroy (qui avait une juridiction héraldique dans le Nord de l’Angleterre). Le poste de roi d’armes du Norroy et de l’Ulster existe toujours et continue ainsi à tenir l’office de greffier et roi d’armes de l’ordre de Saint-Patrick. L’office de roi d’armes de l’Ulster, dans la mesure où il se référait à l’État libre d'Irlande (maintenant la république d’Irlande) devint le poste de héraut en chef d’Irlande.
L’ordre de Saint-Patrick avait six autres officiers héraldiques, bien plus que tout autre ordre britannique. Les deux hérauts étaient connus comme le héraut de Cork et le héraut de Dublin. Trois des quatre poursuivants n’avaient pas de titre, le quatrième était tenu par le poursuivant d’Athlone, office fondé en 1552.
L’huissier de l’Ordre était le Gentilhomme huissier de la verge noire. Le Gentilhomme huissier de la verge noire irlandais était distinct de son homologue anglais bien que, comme celui-ci, il eût certains devoirs dans la Chambre des lords irlandaise (le dernier continue de servir comme huissier de l’ordre de la Jarretière et comme sergent d’armes de la Chambre des lords). Le poste irlandais est vacant depuis 1933.
Les offices de secrétaire et de généalogiste furent originellement tenus par des membres de la Chambre des communes irlandaises. L’office de secrétaire est vacant depuis 1926. Le poste de généalogiste fut abandonné en 1885, restauré en 1889, puis de nouveau vacant depuis 1930.
Actuellement, le souverain de l'Ordre est Charles III et le greffier et roi d'armes est Thomas Woodcock esq LVO (esquire, lieutenant de l'ordre royal de Victoria, roi d’armes du Norroy et d’Ulster).

## Vêtements et accessoires

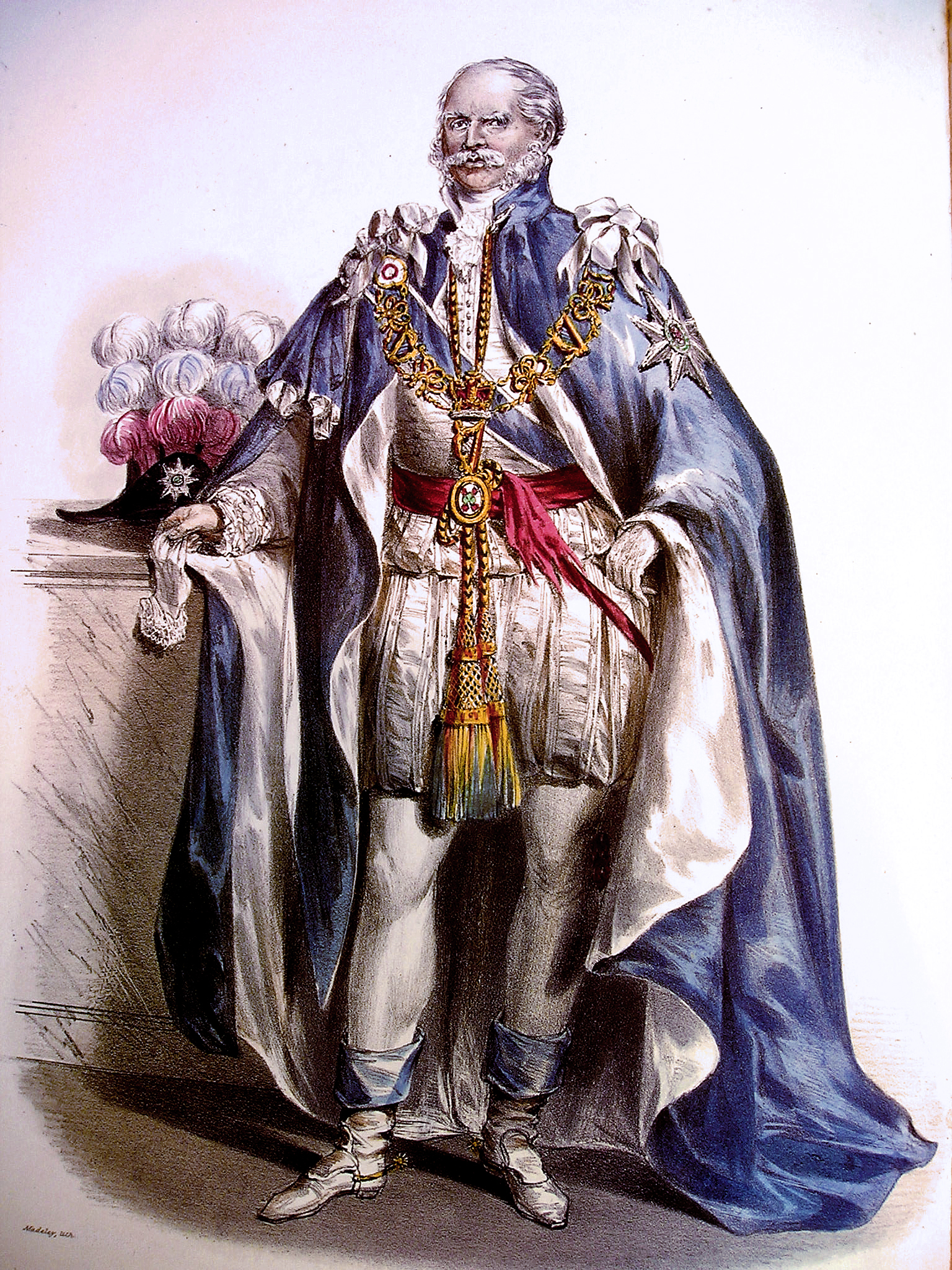
en uniforme de chevalier.

Pour les occasions importantes, telles que les couronnements et investitures de nouveaux membres de l’Ordre, les chevaliers de Saint-Patrick portaient un costume d'apparat élaboré :
- le manteau était une cape munie de manches (en anglais : robe), d’un bleu céleste bordé de soie blanche. L’étoile de l’Ordre était placée à gauche[28] ;
- le chapeau était à l’origine en satin blanc bordé de bleu mais devint de velours noir sous George IV. Il était empanaché de trois cascades de plumes, une rouge, une blanche et une bleue[28] ;
- le collier était d’or et composé de roses Tudor et de harpes attachées par des nœuds. Les deux roses étaient respectivement émaillées blanc sur rouge et rouge sur blanc. La harpe centrale, à laquelle l’insigne de l’Ordre était suspendue, était surmontée d’une couronne[28].

À côté de ces occasions spéciales, des costumes plus simples étaient utilisés :
- l’étoile de l’Ordre était à huit branches avec les quatre pointes cardinales plus longues que les intermédiaires. Chaque branche était un bouquet de rayons. Au centre, il y avait la même devise, l’année et le motif qui apparaissaient sur l’insigne. L’étoile était portée piquée sur le flanc gauche ;
- un large ruban d’un bleu céleste ceinturant le corps de l’épaule gauche à la hanche droite[29] ;
- l’insigne était piqué sur le ruban au niveau de la hanche droite (ou suspendu au collier lorsqu’il était porté). Fait d’or, il représentait un trèfle portant trois couronnes au-dessus d’une croix de saint Patrick. Il était entouré d’un cercle bleu sur lequel étaient inscrites la devise en majuscules et la date de fondation de l’Ordre en chiffres romains (MDCCLXXXIII)[29].

L’insigne du grand maître était de même forme et de même motif que ceux des chevaliers. En 1831, cependant, Guillaume IV offrit au grand maître une étoile et un insigne tous deux composés de rubis, d’émeraudes et de diamants du Brésil. Ces deux bijoux sont connus comme les bijoux de la couronne d’Irlande. Ils furent dérobés avec cinq autres colliers appartenant à des chevaliers en 1907. Ils n’ont jamais été retrouvés.
Un certain nombre d’accessoires appartenant à l’ordre de Saint-Patrick sont exposés dans les musées en république d’Irlande et en Irlande du Nord. Les manteaux de Luke Gerald Dillon, 4e baron de Clonbrock, le 122e chevalier de l’Ordre, sont exposés au musée national d'Irlande à Dublin. Le manteau appartenant à Francis Charles Needham, 3e comte de Kilmorey, est dans les collections du muséum de Newry.
La National Gallery of Ireland et la Bibliothèque nationale d'Irlande à Dublin ont tous deux des étoiles de l’Ordre.
Le musée national d'Irlande et la National Gallery of Ireland ont aussi une large collection exposée et deux manteaux dans leurs réserves. L’étoile de la casquette des Irish Guards et leur devise proviennent de l’Ordre.

## Chapelle et chancellerie

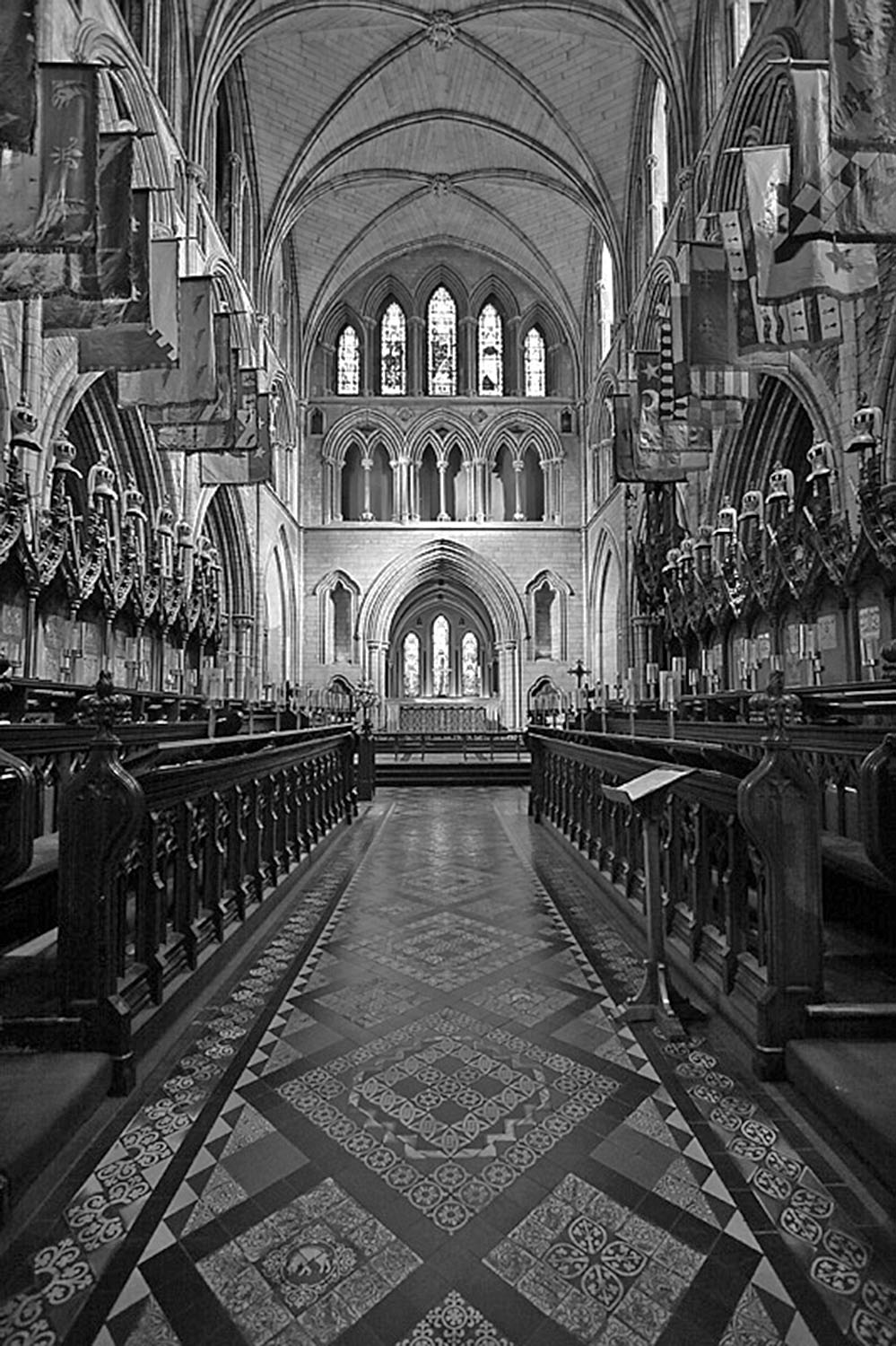
La cathédrale Saint-Patrick était la chapelle de l'Ordre.

La chapelle de l’Ordre était à l’origine dans la cathédrale Saint-Patrick de Dublin. Chaque membre de l’Ordre, y compris le souverain, recevait une stalle dans le chœur de la chapelle au-dessus de laquelle on plaçait ses insignes héraldiques. Au sommet d’une stalle, il y avait un heaume décoré d’une cape et surmonté de son cimier. Au-dessus du cimier, on plaçait l’étendard du chevalier griffé de ses armoiries. À l’arrière de la stalle, une plaque de cuivre était apposée avec le nom de l’occupant, ses armoiries et sa date d’entrée dans l’Ordre. À la mort d’un chevalier, l’étendard et le cimier étaient remplacés par ceux du successeur. Après le désétablissement de l’Église en 1871, la chapelle cessa d’être utilisée. Les emblèmes héraldiques des chevaliers de l’époque restèrent en place à la demande de la reine Victoria.
L’Ordre ne possédait pas de cérémonial d’entrée jusqu’en 1881, quand des dispositions furent prises pour exposer les étendards, heaumes et écussons mortuaires (hatchment, en anglais) dans le grand hall du château de Dublin. Lors de la création de l’État libre d’Irlande, les étendards des chevaliers vivants furent enlevés. Quand le hall fut redoré en 1962, il fut décidé de remettre les étendards des membres de l’Ordre en 1922. Les bannières existantes furent restaurées ou refaites ; ce sont celles-ci qui peuvent être aperçues à l’heure actuelle. Le hall, qui fut renommé « hall de Saint-Patrick » lors de son association à l’Ordre, servit aussi de chancellerie. La cérémonie d’installation, et plus tard celles d’investitures, furent tenues ici, souvent durant le jour de la Saint-Patrick jusqu’à la fin de l’Ordre. Un banquet pour les chevaliers était tenu dans le hall à l’occasion d’une installation. Ce lieu sert maintenant pour l’investiture du président de l’Irlande.
À la différence des autres ordres britanniques, les plaques de stalle (ou les plaques des écussons mortuaires) ne suivent pas une chronologie continue des chevaliers de l’Ordre. Il existe seulement 34 plaques de stalle pour 80 chevaliers avant 1871 (bien que certaines aient disparu dans un incendie en 1940) et 40 écussons pour les 60 chevaliers introduits après cette date. Dans le cas des plaques de stalle, ceci est peut-être dû à leur taille (30 sur 36 cm).

## Préséance et privilèges

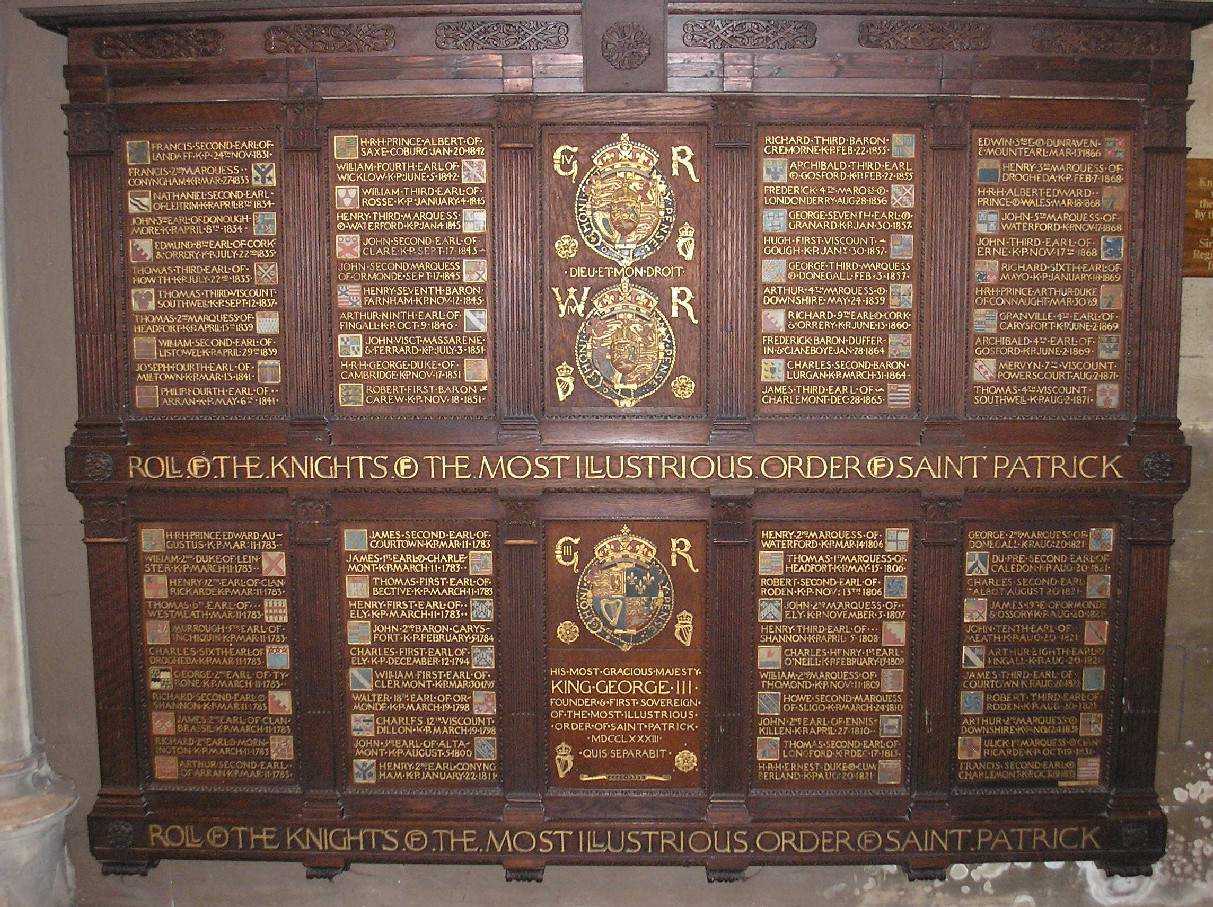
Un panneau listant certains membres de l'Ordre, dans la cathédrale Saint-Patrick à Dublin.

Puisque les membres de l’Ordre devaient être chevaliers, et en pratique avaient un plus haut rang, nombre de privilèges leur ont été accordés. En tant que chevaliers, ils pouvaient préfixer « Sir » à leur prénom, mais la forme n’était jamais utilisée dans le langage car ils s’adressaient à leurs pairs. Leur position leur était attribuée par ordre de préséance mais tenait aussi compte de leur noblesse.
Les chevaliers utilisaient les lettres post-nominales « KP ». Quand un individu utilisait plusieurs lettres post-nominales, « KP » apparaissait avant toutes les autres, excepté « Bt » (baronnet), « VC » (croix de Victoria), « GC » (croix de George), « KG » (chevalier de l’ordre de la Jarretière) et « KT » (chevalier de l’ordre du Chardon).
Les chevaliers pouvaient cercler leurs armoiries avec une représentation du cercle bleu portant la devise de l’Ordre et une représentation du collier, l’un des deux se plaçant par-dessus l’autre. L’insigne est porté pendu au collier. Ils étaient aussi habilités à utiliser des supports héraldiques. Ce haut privilège était, et reste, seulement partagé avec les membres de la famille royale, les pairs, les chevaliers et dames de l’ordre de la Jarretière et du Chardon, les chevaliers et dames grand-croix et les chevaliers grands commandeurs des plus petits ordres. Bien sûr, les chevaliers de Saint-Patrick, tous membres de la famille royale ou pairs utilisaient des supports pour toute occasion.